# Heinrich Göbel (Politiker)
Heinrich Göbel (* 13. April 1787 in Elleringhausen; † 27. August 1847 in Freienhagen) war ein deutscher Bürgermeister und Politiker.

## Leben
Reddehase war der Sohn des Kirchenvorstehers Johann Caspar Göbel († 7. Mai 1815 in Elleringhausen). Er war evangelisch und heiratete am 5. April 1812 in Freienhagen Maria Elisabeth Friederike Tigges (* 21. August 1789 in Freienhagen; † 10. April 1832 ebenda), die Tochter des Schneidermeisters, (1811) Pfennigmeisters und 1810–1811 Bürgermeister der Stadt Freienhagen, Johann Friedrich Tigges (* 3. November 1759 in Freienhagen; † 26. August 1811 ebenda) und der Marie Elisabeth Martin († 21. Oktober 1830 in Freienhagen). Johann Heinrich Reddehase war ein Schwager.
Reddehase war Wagener in Freienhagen. Von Herbst 1828 bis Herbst 1829, von Herbst 1840 bis Herbst 1843 und erneut von Herbst 1846 bis zu seinem Tod am 27. August 1847 war er Bürgermeister der Stadt Freienhagen. Von (Herbst) 1828 bis (Herbst) 1829, von (Herbst) 1840 bis (Herbst) 1843 und vom 16. Oktober 1846 bis zu seinem Tod am 27. August 1847 war er Mitglied des Landstandes des Fürstentums Waldeck.